# ヴェルデ岬

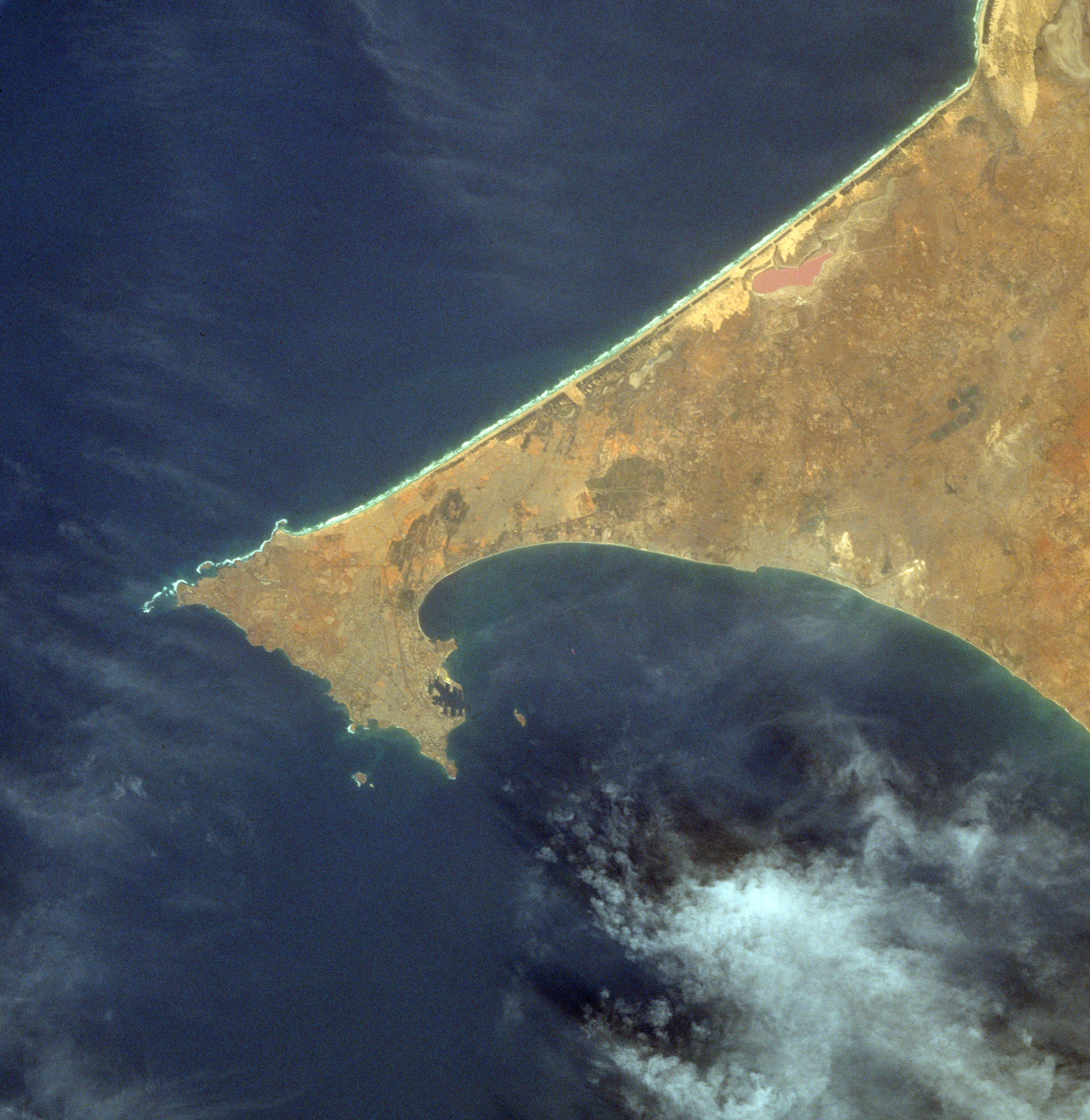
ヴェルデ岬半島

ヴェルデ岬（仏: Cap Vert、葡: Cabo Verde）は、アフリカ大陸最西端、セネガル領内の岬である。首都ダカールの市街地は西の半島先端部にある。大西洋に突出した形で、沖にはゴレ島がある。この岬の最西端はアルマディ岬である。西へ約500Km沖合にはベルデ岬諸島が点在する。「緑の岬」の意。サハラ砂漠沿岸を航海してきた船が、ようやく砂漠が尽き、植生に恵まれたこの岬を見て名付けられた。
1445年、このヴェルデ岬にポルトガルのエンリケ航海王子の派遣した船団が到達した。

セネガル行政区